# Корытинский, Онуфрий
Онуфрий Томаш Корытинский (пол. Onufry Tomasz Korytyński; 14 декабря 1719 — 1770) — польский поэт и переводчик.
Родился в обедневшей шляхетской семье, получил образование у иезуитов, в 1735 году вступил в иезуитский орден. Изучал риторику и философию в коллегиумах в Новогрудке и Слуцке, затем преподавал в коллегиумах в Дрохичине и Гродно. С 1745 года некоторое время учился в Краковском университете. В 1750-е гг. работал домашним учителем в знатных польских семействах, в том числе в 1751—1752 гг. у Франциска Салезия Потоцкого, затем у Кароля Юзефа Сапеги, а с 1754 г. у Иеронима Флориана Радзивилла. К эпохе работы Корытинского у Радзивилла во второй половине 1750-х гг. относятся его первые оригинальные и переводные сочинения, ему же, вероятно, принадлежит и поэма на смерть Радзивилла, опубликованная в 1760 г. в Вильне.
К началу 1760-х гг. относятся принёсшие Корытинскому известность и высокую оценку современников переводы сатир и од Горация и его же трактата «О поэтическом искусстве». В этот же период написана героическая поэма «Олькеницкая стычка» (пол. Olkienicka potyczka w r. 1700), посвящённая Битве под Олькениками (издана М. Грабовским в 1843 г. в сборнике «Źródła do dziejów polskich», т. I). Во второй половине 1760-х гг. входил в окружение Анджея Иеронима Замойского и Августа Александра Чарторыйского, обоим посвящал поздравительные стихотворения.